# Hannah Davison
Hannah Davison, född 9 april 1997 i Geneva, Illinois, är en amerikansk fotbollsspelare som spelar för Dallas Trinity. Hon har tidigare spelat för bland annat AIK. 

## Karriär
Davison spelade mellan 2021 och 2022 i AIK Fotbolls damlag. Hon har en bakgrund inom universitetsfotbollen i USA och har även spelat i Chicago Red Stars i National Women’s Soccer League.